# Sarah-Jeanne Labrosse
Pour les articles homonymes, voir Labrosse (homonymie).
Sarah-Jeanne Labrosse est une actrice née le 16 août 1991 à Repentigny au Québec.

## Biographie
Sarah-Jeanne Labrosse est la fille de Alain Labrosse, un pilote de course de moto, et de Chantal Desrosiers. Elle vient de la ville de Repentigny Elle a deux frères aînés, Alexandre et Jason Labrosse. Dès l'âge de trois ans, elle sait déjà qu'elle veut devenir comédienne. C'est à l'âge de sept ans que ses parents l'inscrivent dans une agence pour enfants. Elle commence à passer des auditions et joue dans des publicités. Également sportive, elle s'est hissée jusqu'au top 10 du Canada au tennis en catégorie -14 ans.

### Carrière
En 1998, à l'âge de sept ans, elle fait ses débuts à la télé dans la série télévisée Le Volcan tranquille. Cinq années passent avant qu'elle obtienne son deuxième rôle, celui de Caroline dans le film Un été avec les fantômes (Summer with the Ghosts). La même année, elle joue le rôle d'une championne de tennis : Sunny Capaduca (15/A). À l'âge de 13 ans, elle joue le rôle de Marie-Jeanne Gagnon, la sœur d'Aurore dans le film Aurore.
Un an après, elle joue Annie Gray dans le film Human Trafficking. Ensuite, elle incarne Gabrielle dans le film Bon Cop, Bad Cop. Elle joue aussi le rôle de Lison Belzile à l'âge de 16 ans (Nos étés). La même année, elle joue le rôle de Tatiana dans le film Les promesses de l'ombre. Elle a ensuite un rôle épisodique, celui de Marie-Pierre Ayotte, dans la série télévisée Yamaska. En 2011, elle joue le rôle d'une des filles biologiques de David Wosniak (Patrick Huard) dans le film Starbuck.
Après Starbuck, elle accepte le rôle passager d'Annie-Jade Tremblay dans la série télévisée 30 vies (2011). Toujours en 2011, elle incarne Nadia Ouellette dans Le Gentleman. En 2012, elle accepte d’incarner le rôle d'une détenue enceinte, Laurence Belleau, dans la série télévisée Unité 9. Elle joue par la suite dans deux séries de la chaîne Vrak très populaires auprès des jeunes; L'Appart du 5e avec le rôle de Vicky de 2014 à 2016 et Le Chalet avec celui de Sarah qu'elle incarne de 2015 à 2019. Elle fait également une apparition dans la web-série Féminin/Féminin traitant de couples de femmes lesbiennes,. Puis, dans la même année, elle accepte de jouer le rôle de Geneviève dans Madame Lebrun ainsi que celui de Blondine dans le film Un jour mon prince. Finalement, elle tient aussi le fameux rôle de Donalda Laloge dans l'émission Les Pays d'en haut à Radio-Canada. En 2018, elle devient l'égérie de la plus grande compétition de danse télévisée du Québec : Révolution sur les ondes de TVA. En 2022, elle est l'égérie de l'émission Révolution pour la quatrième année.
En 2020, elle participe à son premier Bye Bye. Elle figure également dans le Bye Bye de 2021, 2022, 2023 et 2024. 
Le 10 février 2021, elle participe à la Soirée Mammouth, une œuvre parodique faisant partie de la programmation télédiffusée des Fêtes de Télé-Québec. 
Elle est aussi spécialisée dans le doublage, avec plus d'une centaine de rôle à son actif. À plusieurs reprises, elle a doublée les actrices Alicia Vikander, Zoë Kravitz, Lily Collins, Odeya Rush et Lucy Hale dans les versions françaises québécoises.
En 2025 , Sarah-jeanne Labrosse prête sa voix dans un nouveau film d’animation qui se nomme Zoopocalypse et qui jouera le rôle de Louve Gracie .

### Vie privée
Le 30 décembre 2021, elle annonce attendre son premier enfant avec son conjoint, l'acteur Marc-André Grondin. Elle accouche en avril 2022 d'un garçon prénommé Lawrence. Le 15 juillet 2023, elle annonce via un post Instagram qu'elle est enceinte de son deuxième enfant.
En plus d'être une adepte des grand écrans, Sarah-Jeanne est une passionnée de l'architecture, du design et de l'immobilier.

## Filmographie

### Cinéma
- 2003 : Un été avec les fantômes (Summer with the Ghosts) de Bernd Neuburger : Caroline
- 2005 : Aurore de Luc Dionne : Marie-Jeanne Gagnon
- 2006 : Bon Cop, Bad Cop de Érik Canuel : Gabrielle Bouchard
- 2007 : Les Promesses de l'ombre (Eastern Promises) de David Cronenberg : Tatiana
- 2010 : Piché, entre ciel et terre de Sylvain Archambault : Geneviève Piché
- 2011 : Starbuck de Ken Scott : Julie
- 2016 : Un jour mon prince de Flavia Coste : Blondine
- 2017 : Bon Cop, Bad Cop 2 de Alain DesRochers : Gabrielle Bouchard
- 2017 : Mother! de Darren Aronofsky : Proto Grace
- 2017 : Mad Dog Labine de Jonathan Beaulieu-Cyr et Renaud Lessard : Mimi
- 2018 : L'Extraordinaire Voyage du fakir (The Extraordinary Journey of the Fakir) de Ken Scott : Rose
- 2021 : La Contemplation du mystère de Albéric Aurtenèche : Diane
- 2022 : Très Belle Journée de Patrice Laliberté : Élyane Boisjoli

### Télévision
- 2004-2006 : 15/A (15/Love) : Sunny Capaduca ;
- 2005 : Trafic d'innocence : Annie Gray ;
- 2007 : Nos étés : Lison Belzile à 15 ans ;
- 2010-2016 : Yamaska : Marie-Pier Ayotte ;
- 2011 : Le Gentleman : Nadia Tabary ;
- 2011 : 30 vies : Annie-Jade ;
- 2012-2015: Unité 9 : Laurence Belleau ;
- 2013-2016 : L'Appart du 5e : Vicky Lachapelle ;
- 2015-2019 : Le Chalet : Sarah ;
- 2015 : Mensonges : Mercedes Torres ;
- 2015-2021: Madame Lebrun : Geneviève Desmarais (2015-2016,2019,2020,2021)
- 2016 : Real Detective : Pam ;
- 2016 : Web Thérapie : Arielle ;
- 2016-2020 : Les Pays d'en haut : Donalda Laloge ;
- 2017 : MaXi : Mara ;
- 2017-2020 : Soirée Mammouth : coanimatrice/ambassadrice ;
- 2019-2020 : Passion Poussière : animatrice[16] ;
- 2018-2021 : Révolution : égérie ;
- 2020-2024 : Bye Bye : multiples rôles.

• 2023 : Les Révoltés :(série télé).

### Web-série
- 2014-2018 : Féminin/Féminin de Chloé Robichaud: Julie
- 2018 : Georges est mort de Charles Grenier : Lara

## Doublage
Voix québécoise d'Alicia Vikander : 
- 2012 : Anna Karénine ;
- 2015 : Le septième fils ;
- 2015 : Agents très spéciaux : Code U.N.C.L.E. ;
- 2016 : Danish Girl ;
- 2016 : Jason Bourne ;
- 2018 : Tomb Raider.

Voix québécoise de Zoë Kravitz : 
- 2009 : L'Assassinat du président de l'école ;
- 2011 : C'est comme une drôle d'histoire ;
- 2013 : Après la Terre ;
- 2014 : Divergente ;
- 2015 : Mad Max : La Route du chaos.

Voix québécoise de Lily Collins : 
- 2011 : Prêtre de Marc Bellier ;
- 2012 : Miroir, Miroir de Tarsem Singh ;
- 2013 : Une drôle de prof.

Autres doublages : 
- 2005 : Une princesse sur glace de Tim Fywell : Nikki Fletcher ;
- 2006 : Aquamarine d'Élizabeth Allen : Clairede professeur ;
- 2012 : Flicka : Fierté des plaines de Michael Damian : Stéphanie Meyers ;
- 2013 : Zombie malgré lui de Jonathan Levine : Nora ;
- 2014 : Divergence de Neil Burger : Christina ;
- 2014 : Une seconde chance de Michael Hoffman : Amanda jeune ;
- 2016 : Les Trolls de Mike Mitchell et Walt Dohrn : Princesse Poppie ;
- 2017 : Mon petit poney, le film de Jayson Thiessen: La princesse Twilight Sparkle ;
- 2017 : Mother! de Darren Aronofsky : Proto Grace ;
- 2017 : L'Extraordinaire Voyage du fakir qui était resté coincé dans une armoire Ikea de Ken Scott : Rose ;
- 2018 : Ma vie avec John F. Donovan de Xavier Dolan : l'adjointe de Moira.
- 2025 :  Zoopocalypse : Gracie (Voix)

## Radio
- 2018 : Le Retour des Fantastiques sur Rouge FM : collaboratrice ;
- 2018-2023 : Véronique et les Fantastiques sur Rouge FM : collaboratrice.

## Distinctions

### Récompenses
- 2015 : KARV, l'anti.gala : Prix C’est son année ;
- 2015 : KARV, l'anti.gala : Prix Il ou elle aurait dû jouer dans tous mes films préférés ;
- 2017 : Gala Artis : Artiste d’émission jeunesse pour son rôle de Sarah dans Le Chalet[17] ;
- 2018 : Gala Artis : Artiste d’émission jeunesse pour son rôle de Sarah dans Le Chalet ;
- 2019 : Gala Artis : Meilleur rôle féminin dans une série dramatique saisonnière pour son rôle de Donalda Laloge dans Les Pays d'en haut ;
- 2019 : Gala Artis : Artiste d'émission jeunesse pour son rôle de Sarah dans Le Chalet ;
- 2019 : Gala Artis : Personnalité féminine de l'année.
- 2021 : Prix Gémeaux : Meilleure animation jeunesse pour son animation de La soirée Mammouth[18]

### Nominations
- 2016 : Gala Artis : Personnalité féminine de l'année ;
- 2016 : Gala Artis : Rôle féminin dans une télésérie québécoise pour son rôle de Donalda Laloge dans Les Pays d'en haut ;
- 2017 : Prix Gémeaux : Meilleur premier rôle féminin dans une série dramatique pour son rôle de Donalda Laloge dans Les Pays d’en haut ;
- 2017 : Gala Artis : Meilleur rôle féminin dans une série dramatique saisonnière pour son rôle de Donalda Laloge dans Les Pays d’en haut[17] ;
- 2018 : Gala Artis : Meilleur rôle féminin dans une série dramatique saisonnière pour son rôle de Donalda Laloge dans Les Pays d’en haut ;
- 2018 : Prix Gémeaux : Meilleur premier rôle féminin jeunesse pour son rôle de Sarah dans Le Chalet ;
- 2018 : Prix Gémeaux : Meilleure animation jeunesse pour son animation de La soirée Mammouth ;
- 2019 : Prix Gémeaux : Meilleure animation jeunesse pour son animation de La soirée Mammouth ;
- 2019 : Gala Artis : Meilleure animatrice de variétés ou de divertissement pour son rôle d'égérie dans Révolution ;
- 2020 : Gala Artis : Meilleur rôle féminin dans une série dramatique saisonnière pour son rôle de Donalda Laloge dans Les Pays d’en haut ;
- 2020 : Gala Artis : Personnalité féminine de l’année ;
- 2021 : Prix Gémeaux : Meilleure animation jeunesse pour son animation de La soirée Mammouth ;
- 2021 : Prix Gémeaux : Meilleure interprétation humour pour ses rôles dans le Bye Bye 2020.